# Anthony Garcy
Anthony Garcy (* 20. Juni 1939 in Ray, Arizona) ist ein ehemaliger US-amerikanischer Gewichtheber.

## Werdegang
Anthony Garcy begann als Jugendlicher mit dem Gewichtheben und ging mit 19 Jahren nach Chicago um im dortigen Duncan-YMCA-Gym mit anderen guten amerikanischen Gewichthebern trainieren zu können, wurde aber Mitglied des York Barbell Clubs. Die Erfolge stellten sich bald ein. 1960 wurde er erstmals US-amerikanischer Meister im Leichtgewicht. Er startete auch an internationalen Meisterschaften, hatte aber das Pech dreimal bei Weltmeisterschaften und einmal bei Olympischen Spielen auf dem undankbaren vierten Platz zu landen. So blieb sein Sieg bei den Panamerikanischen Spielen 1963 sein größter internationaler Erfolg.
Anthony Garcy war von Beruf Lehrer. Sein Sohn Andrew betrieb ebenfalls Gewichtheben und wurde im Jahr 2001 US-amerikanischer Meister im Leichtschwergewicht.

## Internationale Erfolge
(OS = Olympische Spiele, WM = Weltmeisterschaften, Le = Leichtgewicht, Mi = Mittelschwergewicht)
- 1962, 4. Platz, WM in Budapest, Le, mit 382,5 kg, hinter Wladimir Kaplunow, UdSSR, 415 kg, Waldemar Baszanowski, Polen, 412,5 kg und Marian Zielinski, Polen, 405 kg;
- 1963, 4. Platz, WM in Stockholm, Le, mit 397,5 kg, hinter Zielinski, 417,5 kg, Baszanowski, 410 kg und Kaplunow, 410 kg;
- 1963, 1. Platz, PanAm Games in São Paulo, Le, mit 380 kg, vor Rudy Monk, Antillen, 362,5 kg und Roy Cox, Barbados, 347,5 kg;
- 1964, 2. Platz, Turnier in Kanazawa/Japan, Mi, mit 397,5 kg, hinter Masushi Ōuchi, Japan, 407,5 kg und vor Miwa, Japan, 390 kg;
- 1964, 4. Platz, OS in Tokio, Le, mit 412,5 kg, hinter Baszanowski, 432,5 kg, Kaplunow, 432,5 kg und Zielinski, 420 kg;
- 1965, 4. Platz, WM in Teheran, Mi, mit 425 kg, hinter Wiktor Kurenzow, UdSSR, 437,5 kg, Werner Dittrich, DDR, 437,5 kg und Alexander Kurynow, UdSSR, 432,5 kg;
- 1966, 2. Platz, Nordamerik. Meistersch., Mi, mit 397,5 kg, hinter Russell Knipp, USA, 432,5 kg und vor Kurt Setterberg, USA, 357,5 kg

## USA-Meisterschaften
(1964 US-Olympiaqualifikation)
- 1960, 1. Platz, Le, mit 355 kg, vor Larry Mintz, 345 kg, Vince Doniero, 340 kg und Joe Pitman, 330 kg;
- 1962, 1. Platz, Le, mit 362,5 kg, vor Zuhair Mansour, 345 kg und Bill Kowaloff, 332,5 kg;
- 1963, 1. Platz, Le, mit 365 kg, vor Russell Knipp, 362,5 kg und Kurt Jotzat, 352,5 kg;
- 1964, 1. Platz, Le, mit 402,5 kg;
- 1965, 1. Platz, Mi, mit 400 kg, vor Kurt Jotzat, 390 kg;
- 1966, 1. Platz, Mi, mit 427,5 kg, vor Knipp, 417,5 kg und Pierre St. Jean, 405 kg;
- 1967, 2. Platz, Mi, mit 412,5 kg, hinter Knipp, 435 kg und vor Peter Rawluk, 397,5 kg

| Personendaten    | Personendaten                  |
| ---------------- | ------------------------------ |
| NAME             | Garcy, Anthony                 |
| KURZBESCHREIBUNG | US-amerikanischer Gewichtheber |
| GEBURTSDATUM     | 20. Juni 1939                  |
| GEBURTSORT       | Ray, Arizona                   |